# Бринзак Володимир Михайлович
Бринзак Володимир Михайлович (нар. 21 лютого 1957, Ворохта, Івано-Франківська область) — другий президент Федерації біатлону України у 1998-2022 роках, перший віце-президент Національного олімпійського комітету України. Член Наглядової ради Національної суспільної телерадіокомпанії України.

## Життєпис
Володимир Бринзак народився в селищі Ворохта на Івано-Франківщині. Біатлонну кар'єру розпочав під керівництвом Б. О. Просвіріна. Серед спортивних досягнень: чемпіон України, призер Всесоюзних та республіканських змагань з біатлону.
В 1979 році закінчив Київський державний інститут фізичної культури (факультет фізичної культури і спорту) за спеціальністю викладач фізичного виховання — тренер.
Працював старшим тренером експериментальної чоловічої збірної команди України з біатлону. Під час проведення XVIII зимових Олімпійських ігор 1998 року в Нагано Володимир Бринзак ухвалив рішення балотуватися на посаду президента Федерації біатлону України. В травні 1998 року був одноголосно обраний на цю посаду, й перебував на ній аж до листопада 2022.
У 2005—2006 роках працював на посаді заступника Міністра у справах сім'ї, молоді та спорту України.
Нагороджений Орденом «За заслуги» I, II, III ступеня, Почесною Грамотою Верховної Ради України, заслужений працівник фізичної культури і спорту України.
Указом Президента України № 336/2016 від 19 серпня 2016 року нагороджений ювілейною медаллю «25 років незалежності України».
Навесні 2022 року потрапив у скандал, внаслідок заяви про те, що у перший день вторгнення Бринзак особисто вивіз російських натуралізованих спортсменів на територію РФ. 

На початку квітня 2022 року, коли Збройні сили Російської Федерації стояли біля Києва, навколо Федерації біатлону України розгорівся гучний скандал, який стосувався натуралізованих російських біатлоністок. А в його епіцентрі опинився чинний очільник ФБУ Володимир Бринзак. Багато кому в українській збірній не сподобалася його прихильність до колишніх громадянок РФ, які після початку війни залишили Україну й начебто за сприяння самого керівника ФБУ повернулися на малу батьківщину. Отримавши за це порцію добрячої критики від членів української національної збірної, Володимир Бринзак заявив, що не висуватиме свою кандидатуру для участі в майбутніх виборах президента федерації, котрі за планом мали відбутися в травні 2022. року Тоді головним критиком багаторічного очільника ФБУ виступив капітан чоловічої збірної Дмитро Підручний, котрий на хвилі суспільного збурення заявив про своє бажання взяти участь у президентських перегонах. Утім згодом відбулося засідання виконкому ФБУ, де вирішили провести вибори через три місяці після того, як завершиться воєнний стан. Згодом вибори, що мали відбутись у травні 2022 перенесли на 14 листопада 2022 року. У цей день новим президентом Федерації біатлону України обрали народного депутата Івана Крулька, що поклало край 24-річному перебування Володимира Бринзака на посту очільника Федерації.
1. ↑  За інформацією з сайту НОК. Архів оригіналу за 24 грудня 2015. Процитовано 23 грудня 2015.
2. ↑  Указ Президента України від 19 серпня 2016 року № 336/2016 «Про нагородження відзнакою Президента України — ювілейною медаллю  «25 років незалежності України»»
3. ↑  Архівована копія. Архів оригіналу за 5 квітня 2022. Процитовано 5 квітня 2022.{{cite web}}:  Обслуговування CS1: Сторінки з текстом «archived copy» як значення параметру title (посилання)
4. ↑  Бринзак не братиме участь у виборах президента федерації біатлону України. 24 канал. Процитовано 14 листопада 2022.
5. ↑  У ФЕДЕРАЦІЇ БІАТЛОНУ УКРАЇНИ ПЕРЕНЕСЛИ ВИБОРИ ПРЕЗИДЕНТА Й ПРИЗНАЧИЛИ НОВОГО ТРЕНЕРА ДЛЯ ЖІНОЧОЇ ЗБІРНОЇ. Україна молода. Процитовано 14 листопада 2022.
6. ↑  Народний депутат Іван Крулько став новим президентом Федерації біатлону України. 24 канал. Процитовано 14 листопада 2022.